# Поройна
Поройна (болг. Поройна) — село в Болгарии. Находится в Пловдивской области, входит в общину Первомай. Население составляет 151 человек.

## Политическая ситуация
В местном кметстве Поройна, в состав которого входит Поройна, должность кмета (старосты) исполняет Кирчо Милчев Кирев (Граждане за европейское развитие Болгарии (ГЕРБ)) по результатам выборов правления кметства.
Кмет (мэр) общины Первомай — Ангел Атанасов Папазов (коалиция партий: Союз свободной демократии (ССД), Земледельческий народный союз (ЗНС)) по результатам выборов в правление общины.